# The Unity Mixers

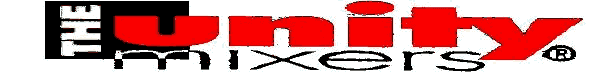
Le logo de The Unity Mixers.

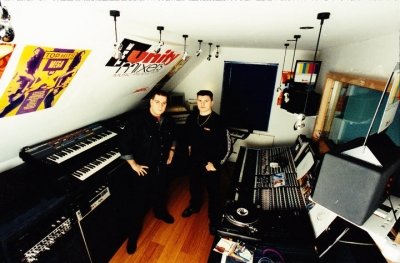
The Unity Mixers dans leur studio

The Unity Mixers aussi appelé "Mastermixers Unity" ainsi que "The Mixmen" est un duo des années 1990 (de 1988 à 1998) composé de Patrick Samoy et Luc Rigaux, originaires de Liège en Belgique francophone. Ils proviennent de la génération DMC Disco Mix Club et Mastermix U.K. Concepteur du mégamix appelé Dance Computer.

## Historique
Luc Rigaux n'a que 14 ans quand il tomba amoureux de la New Beat.
Il était particulièrement fan de remixes et megamixes mélangés spécialement DMC et ces fameux DJ bootlegs qui étaient si difficiles à trouver !
Il a commencé à faire ses propres remixes de ses titres favoris après l'école dans sa chambre pour le plaisir.
Naturellement, il a atteint le niveau suivant et il a décidé de créer ses propres titres de NEW BEAT.
Certaines de ses productions étaient de grands succès et ont atteint le top 10 dans de nombreux pays.
Il a toujours été un grand fan de mégamix. Sa passion a commencé quand il a entendu sur une radio locale un megamix appelé "Al Dente". Il était complètement fou de ce titre et a immédiatement été dans un magasin de disques pour l'acheter. Ils ne savaient rien sur ce titre, il a téléphoné la radio et le DJ lui a dit que je devais aller à un DJ shop pour trouver des disques bootleg qui ont été vendus seulement "sous la table". Il l'a finalement obtenu (il était très cher) et il avait un objectif principal : être en mesure de faire la même chose ! Il a commencé à développer son propre style de mélange avec deux magnétophones (je les utilise comme un multipiste) et il fait beaucoup de FX avec le bouton pause (même trop). Plus tard, il découvre les mégamixes DMC et il a été très influencé par Disco Mix Club (Paul Dakeyne, Sanny X et l'équipe MAX MIX Tony Peret & Jose Castells (respect à tous) Il a beaucoup appris par les titres de leurs mégamix et il a commencé à travailler avec une machine à sampler (AKAI S900) et de faire beaucoup de nouveaux FX. Sa première sortie officielle était un mégamix de New Beat. Deux ans plus tard, il créa le fameux DANCE COMPUTER
Ils sont à l'origine du groupe Paradisio. À la suite de nombreux problèmes avec leur maison de disques Arcade Music company B.V. aux Pays-Bas, le duo disparaît début 1999.

## Discographie

### Albums
- Electro Sound Megamix full megamix, 1992 indisc

- dance computer 1 the full megamix, 1993 indisc
- dance computer 2, 1994 indisc
- dance computer 3, 1994 indisc
- dance computer 4, 1994 indisc
- tophits megamix 94 vol.1, 1994 éd arcade
- tophits megamix 94 vol.2, 1994 éd arcade
- dance computer part 1, 1995 cnr music
- dance computer part 2, 1995 cnr music
- dance computer part 3, 1995 cnr music
- dance computer part 1, 1995 éd arcade
- super dancemix 95 vol.2, 1995 éd arcade
- tophits megamix 95 vol.1, 1995 éd arcade
- techno computer 1, 1995 cnr music
- techno computer 2, 1995 cnr music
- techno computer 3, 1995 cnr music
- dance computer 1, 1996 cnr music
- dance computer 2, 1996 cnr music
- tophits megamix 96 vol.1, 1996 éd arcade
- tophits megamix 96 vol.2, 1996 éd arcade
- techno computer 4, 1996 cnr music
- techno computer 5, 1996 cnr music
- Masterdance Mix One, 1996 cnr music
- super dancemix 96, 1996 éd arcade
- dance computer 2 , 1996 éd arcade
- dance xplosion megamix vol.1,1996 dms the mixmen
- dance xplosion megamix vol.2,1996 dms the mixmen
- dance xplosion megamix vol.3,1996 dms the mixmen
- techno computer 97, 1997 cnr music
- dance xplosion megamix vol.4,1997 dms the mixmen
- dance xplosion megamix vol.5,1996 dms the mixmen
- club système vol.1,1996 Eva belgium
- club système vol.2,1996 Eva belgium
- La Mega Discotheque, 1998 Eva belgium the mixmen

### Singles
- dance computer 1 , 1990 nbs records mastermixers unity
- dance computer 2 , 1990 nbs records mastermixers unity
- dance computer 3 , 1990 nbs records mastermixers unity
- italian style megamix vol.1 , 1990 discomagic records
- dance computer 4 , 1991 nbs records
- dance computer 5 , 1991 nbs records
- dance computer 6 , 1991 nbs records
- Electro Sound Megamix Take One, 1991 indisc
- Electro Sound Megamix Take Two, 1991 indisc
- The Unity Mix (Megamix), 1991 indisc
- dance computer 7 , 1992
- dance computer 8 , 1992
- dance computer 9 , 1992
- Electro Sound Megamix Take Three, 1992 indisc
- Electro Sound Megamix Take Four, 1992 indisc
- Unity Mix 2 (Megamix), 1992 indisc
- Electro Sound Megamix Take Five, 1993 indisc
- dance computer part 1, 1993 indisc
- Unity Mix 3 (Megamix), 1994 indisc
- Unity Mix 4 (Megamix), 1994 indisc
- Unity Mix 5 (Megamix), 1995 indisc
- Masterdance Mix One, 1996 cnr music
- dance xplosion megamix maxi, 1996 dms the mixmen